# Gume u Formuli 1
Gume u Formuli 1

## Dizajn guma
Trkaća guma je konstruirana od vrlo mekanih komponenti koje nude najbolje prijanjanje na trkaću stazu, ali se vrlo brzo troše. Također, gume u Formuli 1 daju svoj maksimum prijanjanja na vrlo visokim temperaturama i u prilično uskom temperaturnom rasponu (ovisno o komponentama, ali između 90 i 110 stupnjeva Celzijevih). Bolidi iz garaže kreću s već zagrijanim gumama pomoću grijača kojima mehaničari oblažu gume i time ih zagriju nešto ispod optimalne temperature. Današnji je proizvođač guma u Formuli 1 talijanski Pirelli, koji je 2011. zamijenio Bridgestone u ulozi jedinog proizvođača guma. Potrebna ‘mekoća’ i ‘tvrdoća’ guma varira od staze do staze pa su tako tri različite komponente guma za suho dostupne momčadima svakoga vikenda Velike Nagrade. Intermediate i wet gume imaju uzorke na gaznoj površini koji su nužni kako bi se izbacivala voda u mokrim uvjetima. Jedna od najgorih situacija je tzv. ‘aquaplaning’ –  stanje u kojem se između gume i asfalta stvara sloj vode, kada bolid zapravo lebdi nad stazom bez kontrole. Intermediate gume dizajnirane su kako bi izbacile manje litara vode u sekundi od wet guma, što ih čini prikladnijim za situacije s manje vode na stazi. Gume u Formuli 1 pune se posebnom mješavinom zraka i dušika koja je osmišljena kako bi se minimizirale varijacije u tlaku s promjenom temperature. Mješavina također bolje drži tlak od običnoga zraka.

## Gumari

### Avon
Britanski proizvođač guma, koji je debitirao na Velikoj nagradi Velike Britanije 1954. na stazi Silverstone, gdje je Reg Parnell vozio bolid Ferrari 500/625 za momčad Scuderia Ambrosiana. Avon je jedini proizvođač guma u Formuli 1 koji nikada nije pobijedio na prvenstvenog utrci. U sezonama 1956. i 1957. su nastupili na samo dvije utrke, a u Monaku 1957. je Jack Brabham u bolidu Cooper-Climax, stigao do šestog mjesta, što je bilo prvi put da je bolid na Avonovim gumama završio utrku. Godine 1959. Avon je bio dobavljač guma Aston Martinu, za koji su vozili Roy Salvadori i Carroll Shelby. Na stazi Aintree na Velikoj nagradi Velike Britanije, Salvadori je priredio iznenađenje u kvalifikacijama, odvezavši krug identičnim vremenom kao i osvajač pole positiona Jack Brabham u Cooper-Climaxu – 1 minutu i 58,0 sekundi. No pošto je Brabham prvi postavio vrijeme, startao je prvi na gridu. S druge strane Shelby je u tim kvalifikacijama odvezao šesto najbrže vrijeme. Unatoč odličnim kvalifikacijama, Salvadori je utrku završio izvan bodova na šestom mjestu, dok je Shelby odustao. Nakon 1959., Avona nije bilo u Formuli 1 sve do 1981., kada je šest momčadi (Tyrrell, ATS, Ensign, March, Fittipaldi, Theodore) koristilo njihove gume. No sve momčadi su prešle s Michelina na Avon tijekom sezone. Na Velikoj nagradi Velike Britanije 1981., Slim Borgudd u ATS-Ford Cosworthu je osvojio prvi bod u bolidu na Avonovim gumama. Do kraja sezone bodove su još osvajali Tyrrellov Eddie Cheever u Njemačkoj, i Ensignov Eliseo Salazar u Nizozemskoj. U posljednjoj 1982. bodove su osvojili Manfred Winkelhock i Eliseo Salazar u ATS-u, na Velikoj nagradi Brazila i Velikoj nagradi San Marina. Velika nagrada Švicarske na Dijonu 1982., bila je posljednja utrka u kojoj su Avonove gume sudjelovale u utrci Formule 1. Riječ je bila o bolidima Marcha, a njihovi vozači Rupert Keegan i Raul Boesel, nisu uspjeli završiti utrku.

### Continental
Njemački proizvođač guma, Continental, debitirao je na Velikoj nagradi Francuske 1954. na bolidima Mercedesa, koje su vozili Juan Manuel Fangio, Karl Kling i Hans Herrmann. Već na prvoj utrci, bolidi na Continentalovim gumama su stigli do dvostruke pobjede, a mogli su zauzeti i treće mjesto, da Herrmann nije odustao s trećeg mjesta zbog kvara motora. U nastavku sezone, upisali su još četiri pobjede u Njemačkoj, Velikoj Britaniji, Švicarskoj i Italiji, sve u režiji Fangia, a jedina utrka te sezone na kojoj su nastupili, a nisu slavili, je bila ona u Španjolskoj na Pedralbesu. Sljedeće 1955. Continental na Mercedesovim bolidima je pobijedio na pet od sedam utrka. Fangio je slavio četiri puta, dok je Stirling Moss stigao do svoje prve pobjede u Formuli 1 na Velikoj nagradi Velike Britanije na stazi Aintree. Nakon nesreće na utrci 24 sata Le Mansa iste godine, Mercedes i Continental su se povukli iz utrkivanja. Unatoč tome, Continetal se našao još dva puta na bolidima Formule 1 nakon toga. Prvi put na Cooperovom bolidu Stirlinga Mossa, koji je slavio na Velikoj nagradi Argentine 1958. za momčad Rob Walker Racing Team, a drugi put na Porscheovom bolidu Harryja Blancharda, koji je na Velikoj nagradi Sjedinjenih Američkih Država na Sebringu 1959., osvojio posljednje sedmo mjesto.
U četiri sezone, Continental se nalazio na tri bolida (Mercedes, Cooper, Porsche), koji su odvozili ukupno 14 utrka. Osam vozača je vozilo te bolide, a ukupno su ostvarili 10 pobjeda (Juan Manuel Fangio 8 pobjeda, Stirling Moss 2 pobjede), 8 pole positiona i 9 najbržih krugova. Osvojili su samo osam bodova, Mossovom pobjedom u Argentini 1958., jer se od 1950. do 1957. bodovi nisu dodjeljivali konstruktorima.

## Vanjske poveznice
- Formula 1 tyres - Stats F1